# Erik Fosnes Hansen

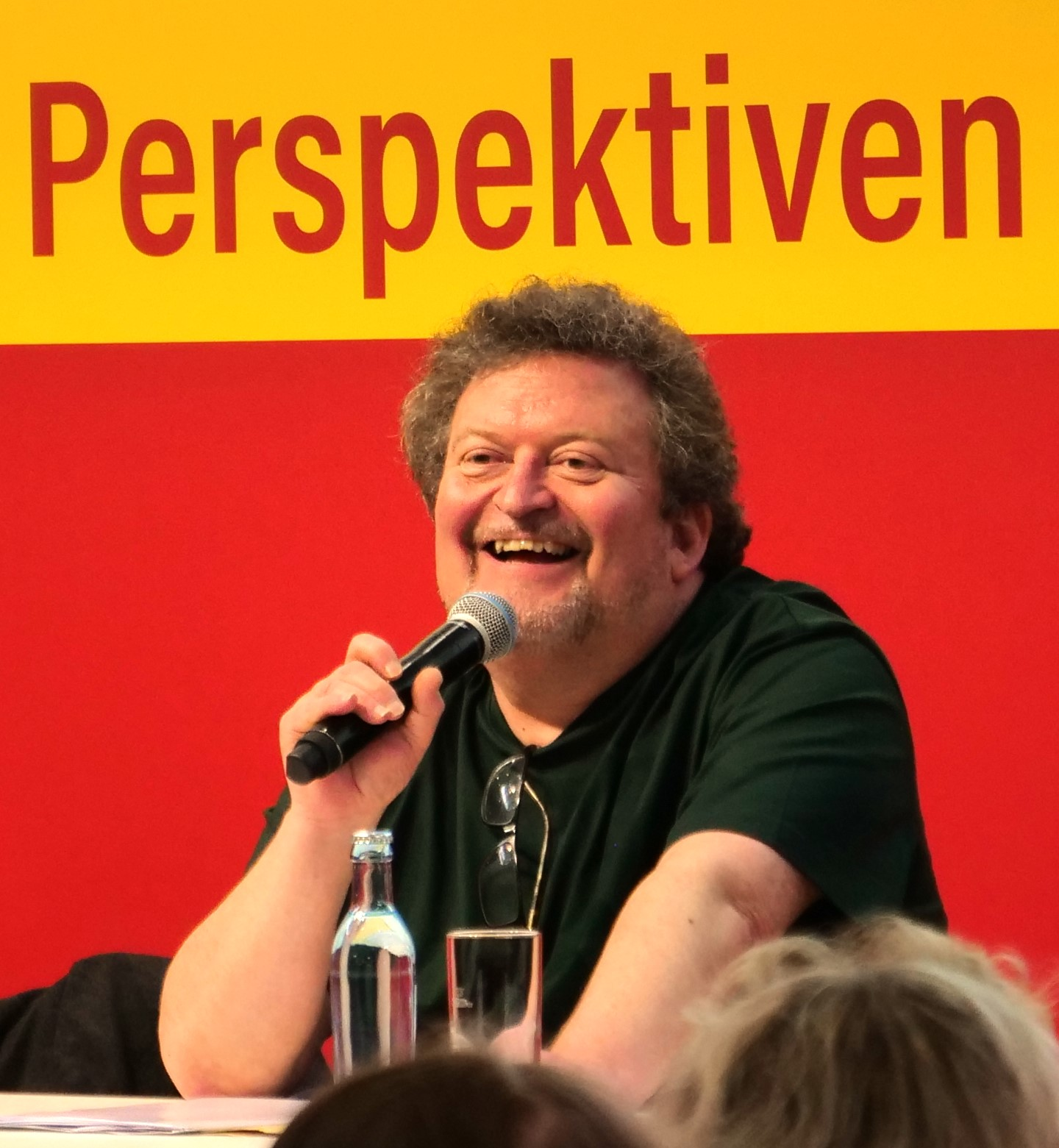
Erik Fosnes Hansen auf der Leipziger Buchmesse am 27. März 2025

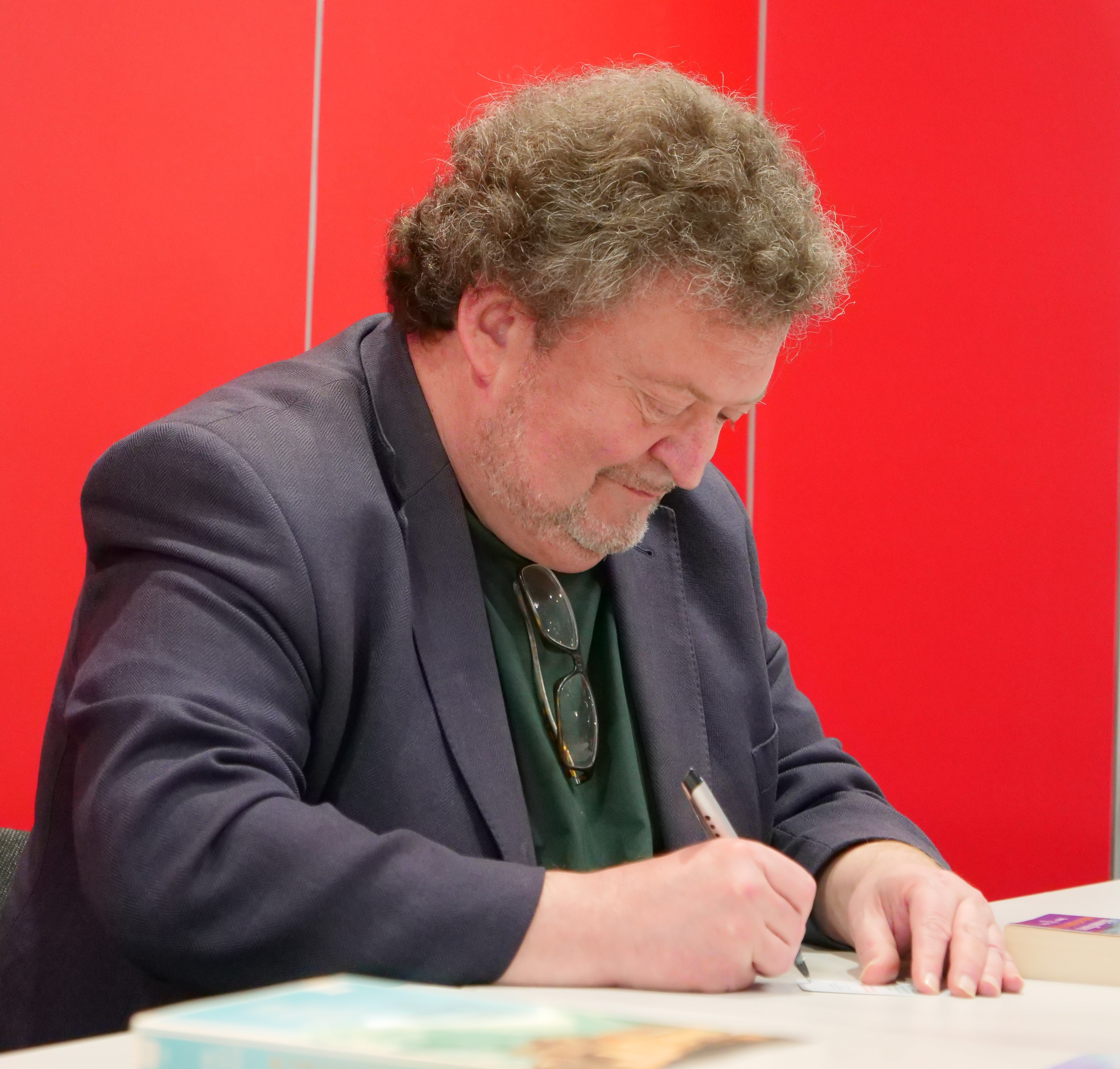
Erik Fosnes-Hansen 2025 signierend

Erik Fosnes Hansen (* 6. Juni 1965 in White Plains, New York) ist ein norwegischer Schriftsteller.

## Leben
Erik Fosnes Hansen wurde in White Plains im US-Bundesstaat New York geboren, wo sein Vater seinerzeit als Reisebüromanager der Norwegischen Staatsbahn beruflich tätig war. Nachdem er mit seinen Eltern in das Heimatland zurückgekehrt war, wuchs er in Grorud in Oslo auf. Bereits als Jugendlicher fasste er den Entschluss, Schriftsteller zu werden. Mitte der 1980er Jahre lebte er im Rahmen seines Studiums zwei Jahre lang in Stuttgart und spricht seither sehr gut Deutsch. Als sprachbegabter Mensch spricht er noch einige weitere Fremdsprachen.
1985 erschien sein literarisches Debüt, der Roman Falkenturm, den er im Alter von 18 Jahren schrieb. Bereits sein zweites Buch Choral am Ende der Reise über die Mitglieder der Titanic-Bordkapelle avancierte zum internationalen Bestseller und wurde in 30 Sprachen übersetzt. Es wurde noch im Jahr des Erscheinens 1990 mit einem der bedeutendsten norwegischen Literaturpreise, dem Riksmålsprisen, ausgezeichnet. Der Roman legte den Grundstein für Fosnes Hansens internationalen Erfolg und machte den Autor auch in Deutschland bekannt. Für seinen dritten Roman Momente der Geborgenheit, dessen angekündigte Fortsetzung noch aussteht, erhielt er 1998 den norwegischen Buchhändlerpreis.

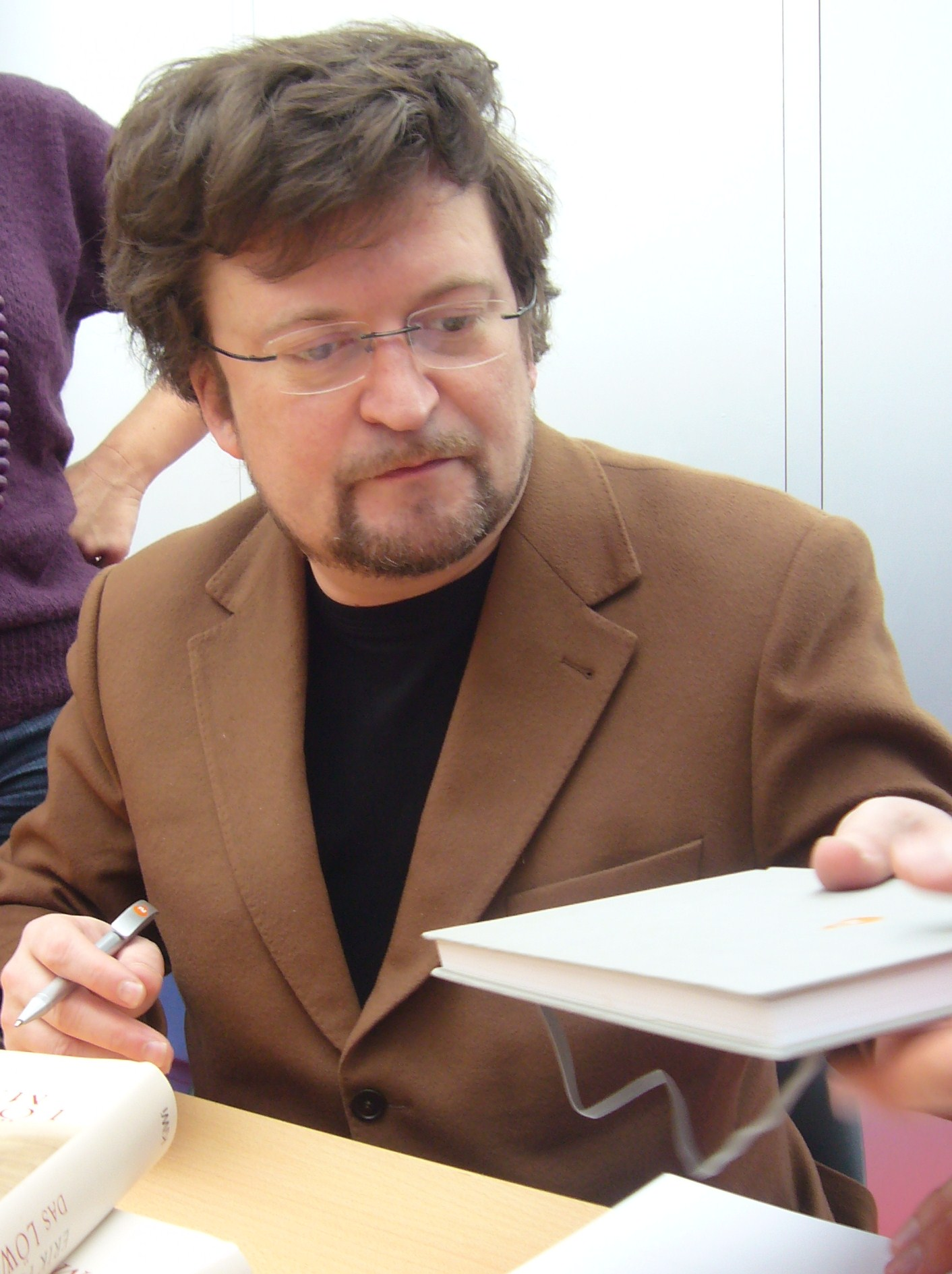
Hansen 2008 auf der Leipziger Buchmesse

2006 legte er den Roman Das Löwenmädchen vor, der ebenfalls mit dem norwegischen Buchhändlerpreis ausgezeichnet wurde und 2008 in deutscher Übersetzung herauskam. Fosnes Hansen erzählt darin die Geschichte eines Mädchens, das 1912 in der norwegischen Provinz geboren wird und dessen ganzer Körper aufgrund eines Gendefekts mit Haaren bedeckt ist. Aus wechselnder Perspektive schildert er das Überleben des stigmatisierten Wesens in einer feindseligen Umwelt. Im gleichen Jahr erschien, gelesen von Anna Thalbach, auch eine Hörbuchfassung von Das Löwenmädchen. Sein Roman Ein Hummerleben (2019) spielt in einem großen, traditionsreichen Hotel in den norwegischen Bergen, dessen Besitzerfamilie angesichts ausbleibender Gäste, die zunehmend eher ins europäische Ausland streben, von Ängsten vor dem gesellschaftlichen Abstieg geschüttelt wird.
Fosnes Hansen ist auch als Rezensent, Gastro- und Literaturkritiker für die Zeitung Aftenposten tätig, sowie Verfasser eines humoristischen Grundkurses für kochunfähige Herren, Kokebok for Otto. 2001 porträtierte Fosnes Hansen in Underveis (übersetzt: Unterwegs) die norwegische Prinzessin Märtha Louise. Seine Essays sind in zahlreichen Publikationen weltweit veröffentlicht worden.
Erik Fosnes Hansen lebt und arbeitet in Oslo. Er ist mit der norwegischen Schriftstellerin Erika Fatland verheiratet. In dem 2019 erschienenen Band Oslo mit anderen Worten. Literarische Reise in eine magische Stadt entwirft Fosnes Hansen nicht nur ein Porträt seiner Heimatstadt, sondern zugleich eines seiner Landsleute und der norwegischen Literatur. Als familiär in der Reisebranche Verwurzelter sei er ein reichlich erprobter Oslo-Führer, schreibt er in der Einleitung, der seinen Stoff aber vor allem in Geschichten vermitteln wolle. Dieses Vorhaben setzt er in den anschließenden neun Kapiteln auf 260 teils bebilderten Seiten trefflich um. In die Beschreibung der ihm wichtigen Örtlichkeiten und touristischen Anziehungspunkte bezieht Fosnes Hansen die großen Entwicklungslinien der Osloer Stadt- und der norwegischen Landesgeschichte ein und stellt Verbindungslinien her zu einschlägigen Werken und großen Namen der norwegischen Literatur.
Er ist Mitglied der Norwegischen Akademie für Sprache und Literatur, des staatlichen Norwegischen Kulturrates und seit 2023 in der Deutschen Akademie für Sprache und Dichtung.

## Werke
Bücher
- Falkenturm. (Falketårnet, 1985). Kiepenheuer & Witsch, Köln 1996, ISBN 3-462-02506-6 (übersetzt durch Tanja Gut)
- Choral am Ende der Reise. (Salme ved reisens slutt, 1990). Fischer Taschenbuchverlag, Frankfurt/M. 2007, ISBN 978-3-596-51006-1 (übersetzt durch Jörg Scherzer)
- Momente der Geborgenheit (Beretninger om beskyttelse, 1998). Kiepenheuer & Witsch, Köln 1999, ISBN 3-462-02837-5 (übersetzt durch Hinrich Schmidt-Henkel)
- Underveis. Et portrett av Prinsesse Märtha Louise. Cappelen, Oslo 2001, ISBN 82-02-20463-1.
- Kokebok for Otto. Forlaget Press, Oslo 2005, ISBN 978-82-7547-165-7.
- Das Löwenmädchen (Løvekvinnen, 2006). Kiepenheuer & Witsch, Köln 2008, ISBN 978-3-462-03973-3 (übersetzt von Hinrich Schmidt-Henkel)
- Ein Hummerleben (Et Hummerliv, 2016). Kiepenheuer & Witsch, Köln 2019, ISBN 978-3-462-05007-3 (übersetzt von Hinrich Schmidt-Henkel)
- Oslo mit anderen Worten. Literarische Reise in eine magische Stadt. Aus dem Norwegischen von Ebba D. Drolshagen. Corso im Verlagshaus Römerweg, Wiesbaden 2019, ISBN 978-3-7374-0752-6.
- Zum rosa Hahn (Langs landeveien mellom Cottbus og Berlin, 2020). Kiepenheuer & Witsch, Köln 2022, ISBN 978-3-462-00062-7 (übersetzt von Ina Kronenberger)

Hörbücher
- Das Löwenmädchen. Verlag Audiobuch, Freiburg/Br. 2008, ISBN 978-3-89964-278-0 (8 CDs, gelesen von Anna Thalbach)

## Auszeichnungen
- Bokhandlerprisen 1998 für Beretninger om beskyttelse und 2006 für Løvekvinnen
- Willy-Brandt-Preis 2019[7] (zusammen mit Marie-Theres Federhofer)[8]

## Belege
1. ↑  Øystein Rottern: Erik Fosnes Hansen. In: Norsk biografisk leksikon. 13. Februar 2009, abgerufen am 6. November 2021.
2. 1 2  Kam in New York auf die Welt, der norwegische Schriftsteller Erik Fosnes Hansen | SWR1 Leute. Abgerufen am 8. Oktober 2019 (deutsch).
3. ↑  Lesung mit Erik Fosnes Hansen in Stuttgart — Ehrengast Norwegen Frankfurter Buchmesse 2019 — Der Traum in uns. Abgerufen am 8. Oktober 2019.
4. ↑  Fosnes Hansen Vita (Memento vom 19. Oktober 2019 im Internet Archive), fischerverlage.de, abgerufen am 19. Oktober 2019.
5. ↑  Die Rache des Fuchsgesichtes, Rezension des Deutschlandradio Kultur vom 20. Juni 2008
6. ↑  Pressemitteilung DASD vom 3. Juli 2023
7. ↑  Willy Brandt-prisen til Fosnes Hansen (Memento des Originals vom 16. Oktober 2019 im Internet Archive)  Info: Der Archivlink wurde automatisch eingesetzt und noch nicht geprüft. Bitte prüfe Original- und Archivlink gemäß Anleitung und entferne dann diesen Hinweis., forfatterforeningen.no, abgerufen am 16. Oktober 2019.
8. ↑  Willy-Brandt-Preis 2019 (Memento des Originals vom 16. Oktober 2019 im Internet Archive)  Info: Der Archivlink wurde automatisch eingesetzt und noch nicht geprüft. Bitte prüfe Original- und Archivlink gemäß Anleitung und entferne dann diesen Hinweis., norway.no/de vom 9. September 2019, abgerufen am 16. Oktober 2019.

| Personendaten    | Personendaten               |
| ---------------- | --------------------------- |
| NAME             | Hansen, Erik Fosnes         |
| ALTERNATIVNAMEN  | Fosnes Hansen, Erik         |
| KURZBESCHREIBUNG | norwegischer Schriftsteller |
| GEBURTSDATUM     | 6. Juni 1965                |
| GEBURTSORT       | White Plains                |